# Suregada laurina
Suregada laurina är en törelväxtart som beskrevs av Henri Ernest Baillon. Suregada laurina ingår i släktet Suregada och familjen törelväxter. Inga underarter finns listade i Catalogue of Life.